# Vicente Victoria

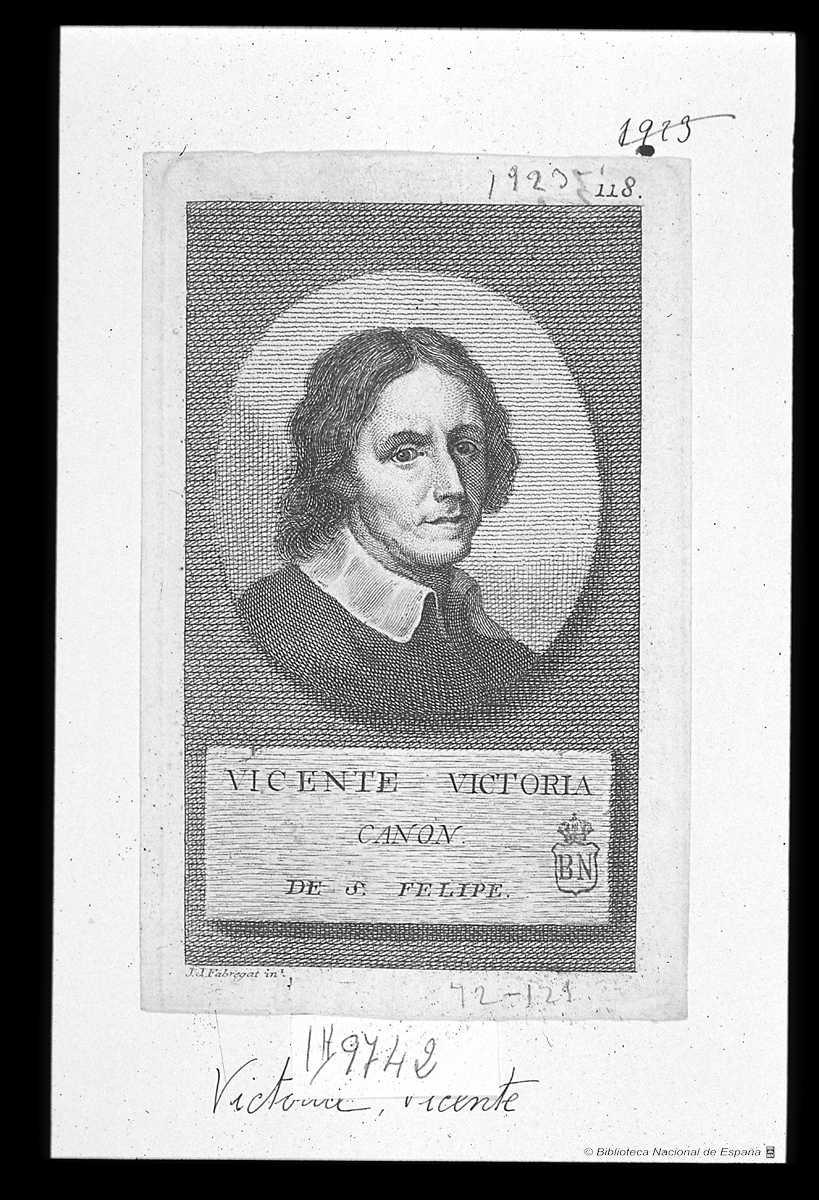
Joaquín José Fabregat, retrato de Vicente Victoria como canónigo de San Felipe de Játiva. Madrid Biblioteca Nacional.

Vicente Victoria o Vittoria (Denia, Alicante, 1650-Roma, 1709) fue un sacerdote, pintor, grabador, coleccionista de arte y erudito español. En Roma entró en contacto con Carlo Maratta, completando allí su formación artística. Escribió tratados de pintura, coleccionó grabados y dibujos, y practicó la pintura al fresco y al óleo (retratos y trampantojos) y el grabado al aguafuerte, tanto sobre diseños originales como de reproducción de obras de Rafael Sanzio y Carlo Maratta.

## Biografía
Hijo de un comerciante italiano, realizó en Valencia estudios de gramática, filosofía y teología, iniciándose también en la pintura. En 1679 pasó a Roma, buscando obtener algún beneficio eclesiástico, completando allí su formación pictórica con Carlo Maratta y sirviendo como pintor a Cosme III de Médici. Según Antonio Palomino, que lo trató, en esta etapa se aplicó mucho en el retrato y «en la buena inteligencia de la simetría, y anatomía, de que era muy observante». Nombrado canónigo de Játiva, retornó a Valencia en 1688. En la capilla de San Pedro de la Catedral de Valencia pintó al fresco la cúpula, en colaboración con Palomino. Hay noticia también de su participación en la decoración al fresco de otras iglesias y conventos valencianos, obras todas ellas perdidas.
Hacia 1698 volvió a Roma, entrando en la Academia de los Arcades. Según Palomino, que dice haber visto el título, fue nombrado pintor del gran duque de Toscana y anticuario del papa por sus obras de erudición. Admirador incondicional de Rafael Sanzio, reunió unos 600 grabados que reproducen obras suyas y basándose en ellos preparó el primer catálogo razonado hecho en Europa sobre estampas rafaelescas. Reunió también una notable colección de dibujos, de la que ha sobrevivido algún volumen en la Royal Library del Castillo de Windsor. Murió en Roma el 22 de mayo de 1709.

## Obra

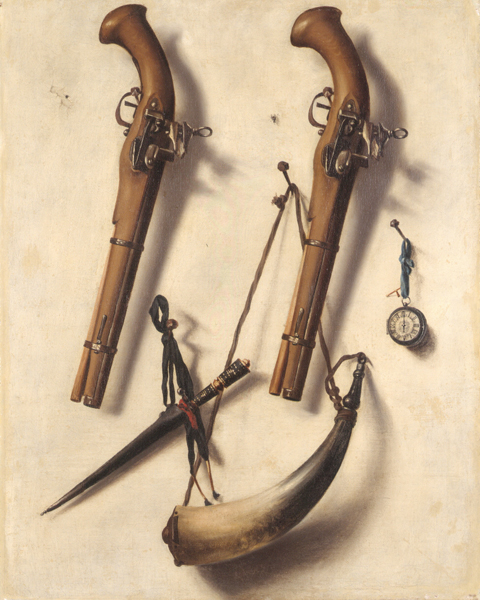
Trampantojo con armas, pertrechos de caza y reloj atribuido a Vicente Victoria, Valencia, Museo de Bellas Artes de Valencia.

En su biografía de Victoria, Antonio Palomino hablaba de algunas travesuras que él vio pintadas en el estudio del pintor, bien poblado de libros, «teniéndolas por naturales». Es decir, los trampantojos de Victoria lograron su objetivo confundiendo al biógrafo. Se trataba de «una tabla fingida en un lienzo, sobre la cual pendían algunos papeles, dibujos y otras baratijas; que yo confieso con ingenuidad que me engañó. Como también un trozo de librería fingido, para llenar un hueco de la que tenía muy selecta». Estas pinturas respondían bien a la forma como Victoria concebía la pintura, definida en un soneto, recogido también por Palomino, como «verdad fingida, engaño permanente».
A finales del siglo XVIII se encontraba en una colección gaditana un lienzo de Victoria apaisado «con un estante de armas, tambor, clarín, bandera, etc.», con el que se han relacionado dos armeros de la colección de la duquesa de Osuna en Sevilla, tratados con la técnica del trampantojo y atribuidos a Victoria por Alfonso E. Pérez Sánchez, del mismo modo que un lienzo con Armas y pertrechos de caza del Museo Nacional del Prado que lleva la firma apócrifa de Diego Velázquez, atribución con la que llegó al Museo. Perdidas las pinturas al fresco que realizó en Valencia y desconociéndose los retratos que pudiera haber ejecutado, la mención de Palomino a algunos trampantojos y la excelente calidad de las tres pinturas citadas, han hecho que se le tenga por pintor especializado en este género y que se le atribuyan otros muchos en el comercio de arte. En 2008, el Museo San Pío V de Valencia incorporó uno de ellos, tras su adquisición por el Ministerio de Cultura.
Como grabador se le conocen cuatro obras, grabadas al aguafuerte: dos por invención propia, con las imágenes de San Sebastián y La Magdalena, firmadas en Roma, y una estampa de reproducción de la Madonna de Foligno de Rafael, firmada como canónigo de Játiva, de las que existen ejemplares en la Biblioteca Nacional de España, la Calcografia Nazionale de Roma y el British Museum de Londres, entre otras instituciones, y una estampa, de la que no se conoce más que un ejemplar conservado en la biblioteca del Palacio Real de Madrid, en la que está representada la Virgen con el Niño con el título Monstrate esse matrem y la firma «Carlo Maratus inv.-Vicentius Vitorius Hisp». Además proporcionó los dibujos para los grabados que ilustran la portada y el frontispicio de su tratado Osservazioni sopra il libro della Felsina Pittrice per difesa di Raffaello da Urbino, de i Caracci, e della loro scuola: publicate, é divise in sette lettere, Roma, 1703, que es el único de sus escritos sobre cuestiones artísticas que llegó a ver la luz, en el que respondía a algunas aseveraciones de Carlo Cesare Malvasia sobre la escuela boloñesa.